# Marcel Samuel-Rousseau
Marcel Samuel-Rousseau (eigentlich: Marcel Rousseau; * 18. August 1882 in Paris; † 11. Juni 1955 ebenda) war ein französischer Komponist.

## Leben
Marcel Samuel-Rousseau, Sohn des Komponisten Samuel Rousseau studierte am Pariser Konservatorium. 1905 gewann er mit der Kantate Maia den Second Grand Prix de Rome. Von 1916 bis 1952 war er Professor für Harmonielehre am Konservatorium. Außerdem wirkte er von 1919 bis 1922 als Organist an der Pfarrkirche Saint-Séverin und war von 1942 bis 1944 künstlerischer Direktor an der Pariser Oper. 1947 wurde Samuel-Rousseau als Nachfolger von Reynaldo Hahn in die Académie des Beaux-Arts gewählt.
Samuel-Rousseau komponierte u. a. mehrere Opern, zwei Ballette, Orchesterwerke und ein Requiem.

## Werke
- Tarass Boulba, Oper
- Le Hulla, Oper
- Le bon Roi Dagobert, Oper
- Kerbeb, Oper
- Promenades dans Rome, Ballett
- Entre deux rondes, Ballett
- Solitude triste für Orchester
- Impression dolente für Orchester
- Requiem für Soli, Chor und Orchester
- Nuit de Noel